# Me
Dotados de grande importância na Mitologia Suméria, os Me representavam decretos universais de autoridade divina sabedoria. Eram invocações que engendravam as artes, as ciências, a civilização. De fato, alguns traduzem o termo me como civilização.
Os Me foram catalogados em Ekur por Enlil e entregues a Enki para serem guardados e, posteriormente, transmitidos ao mundo, começando por Eridu, cidade que representava o centro de adoração do supracitado Enki.
Após realizar a operação, Enki usa os Me em auxílio das cidades de Ur, Meluhha e Dilmun, organizando o mundo com os decretos sagrados. Posteriormente Inanna encontra-se com Enki, e há duas versões para o acontecido. Na primeira, a deusa reclama do pouco que recebeu dos decretos; na segunda, versão geralmente mais aceita, embebeda Enki. Novamente, alguns dizem que ela o induz, enquanto bêbado, a entregar-lhe os documentos; outros, que ela simplesmente rouba os decretos. O resultado, entretanto, é o mesmo: Inanna obtém a chave para mais poderes, artes, ciências e outros atributos em geral, um conhecimento que soma um total de 64 Me.
Inanna deixa Enki para entregar os Me a seu culto em Erech. Enki recobra-se e parte em perseguição à deusa, mas não antes que ela alcançasse sua cidade em segurança.